# Leoparda
Leoparda (segle iv, Bizanci) era una ginecòloga que va servir al Tribunal de Flavi Gracià (359–383).
La informació sobre Leoparda ve d'un llibre escrit per Priscià de Cesària, el metge de l'emperador Gracià que el va escriure amb el propòsit que servís per l'aprenentatge de les dones metges. Al llibre assenyala que Leoparda era una ginecòloga molt respectada, però que els seus remeis eren tan poc científics com els del grec Dioscòrides. El llibre contenia cites de Sorà d'Efes, Cleopatria, i Aspàsia. Alguns d'ells eren rimats, presumiblement fets així per que les dones, que eren considerades menys intel·ligents que els homes, poguessin recordar-los. Priscià va dedicar el llibre a Leoparda i altres dues metges, Salvina i Victoria.